# Frank Wels
Frank Wels (21 de febrer de 1909 - 16 de febrer de 1982) va ser un jugador de futbol neerlandès que jugava com a davanter. Va jugar amb els Països Baixos a les Copes del Món de la FIFA de 1934 i 1938. També va jugar a l'equip amateur del GVV Unitas a Gorinchem.